# Incidente de Yucatán de 1867
El incidente de Yucatán de 1867 fue un intento de rebelión encabezado por el general Antonio López de Santa Anna recién finalizada la Segunda Intervención Francesa en México. 
Santa Anna, intentando figurar en su vejez como caudillo de una nueva revolución, se dirigió a Yucatán, donde esperó encontrar partidarios de su llamado.
Para lograr su nueva empresa, arrendó el vapor Virginia y se hizo a la mar, pero antes de desembarcar en Sisal para dar inicio a la revuelta, el 10 de julio de 1867 fue apresado por un buque del gobierno y trasladado a San Juan de Ulúa, Veracruz, para ser juzgado como traidor a la patria y recluido. 
Fue sentenciado a muerte, pero se le conmutaron sus penas al destierro pues su aventura como refiere Ignacio Manuel Altamirano, "más tenía de senil y grotesca que de peligrosa para el país".
Se le desterró entonces a Cuba y luego a Bahamas, no permitiéndosele  volver al país sino hasta la presidencia de Sebastián Lerdo de Tejada.